# Paul Berg
Paul Naim Berg, ameriški biokemik, akademik in nobelovec, * 30. junij 1926, Brooklyn, New York, ZDA, † 15. februar 2023, Stanford, Kalifornija, ZDA. 
Leta 1942 je končal Abraham Lincoln High School, nakar je leta 1948 diplomiral iz biokemije na Penn State University in doktoriral leta 1952 na Univerzi Case Western Reserve. Leta 1980 je skupaj s Gilbertom in Sangerjem prejel Nobelovo nagrado za kemijo. Vsi trije so bili nagrajeni za svoje prispevke k osnovnemu raziskovanju nukleinske kisline.
Bil je član Nacionalne akademije znanosti ZDA in Pontifikalne akademije znanosti.